# Trachischium laeve
Trachischium laeve (Peracca, 1904) è un rettile della famiglia Colubridae, diffuso in Nepal, Bhutan e nell'Himalaya occidentale.

## Descrizione
Il dorso è marrone grigiastro uniforme. La gola, il ventre, la parte inferiore della coda e la prima fila di squame dorsali sono giallastre.
La dentatura è composta da 17 denti mascellari in una serie continua, i posteriori sono leggermente più corti degli anteriori. I denti mandibolari sono tutti della stessa lunghezza.
Le misure degli esemplari adulti sono le seguenti: il maschio può raggiungere una lunghezza di 337 mm SVL, la coda 53 mm; la femmina può raggiungere una lunghezza di 502 mm SVL, la coda 70 mm.

### Squamatura
La squamatura è composta da una preoculare; una postoculare; una temporale e 1,5 labiale superiore, la 3ª e 4ª entrano nell'orbita. Le squame dorsali sono molto lisce, lucide e prive di fosse apicali e suddivise in 13 file. Il maschio non ha chiglie sulle squame dorsali nella regione anale/basicaudale; hanno da 147 a 149 squame ventrali e da 33 a 39 squame subcaudali; quella anale è divisa.

## Distribuzione e habitat
T. laeve abita l'ecozona indomalese.
Il suo habitat include la pineta subtropicale dell'Himalaya.
Questo territorio si estende in India, sul versante occidentale dell'Himalaya, Nepal e Bhutan.

## Tassonomia
Questa specie è riconosciuta anche con il seguente sinonimo:
- Trachischium quiquelabialis (Wall, 1911)

## Conservazione
Questa specie non è stata valutata dall'Unione internazionale per la conservazione della natura (IUCN).